# باتي هانسن
باتي هانسن (بالإنجليزية: Patti Hansen)‏ هي عارضة وممثلة أمريكية، ولدت في 17 مارس 1956 في الولايات المتحدة.

## وصلات خارجية
- باتي هانسن على موقع IMDb (الإنجليزية)
- باتي هانسن على موقع أول موفي (الإنجليزية)
- باتي هانسن على موقع قاعدة بيانات الأفلام السويدية (السويدية)
- باتي هانسن على موقع قاعدة بيانات الفيلم (الإنجليزية)
- باتي هانسن على موقع كينوبويسك (الروسية)
- باتي هانسن على موقع دليل عارضات الأزياء (الإنجليزية)